# Cerro Tupambaé
Der Cerro Tupambaé ist ein Berg in Uruguay.
Der 470 m hohe Berg befindet sich auf dem Gebiet des Departamento Cerro Largo in der Sierra de las Ruinas.